# Franz Gaál
Franz Gaál (* 12. September 1891 in Debrecen/Ungarn; † 1956, auch Ferenc Gaál) war ein österreichisch-ungarischer Landschafts- und Genremaler.

## Leben
Über die Ausbildung von Franz Gaál ist wenig bekannt. Er rückte als Reserveoffizier in den Ersten Weltkrieg ein und bewarb sich um Aufnahme als Kriegsmaler beim k.u.k. Kriegspressequartier. Trotz Empfehlung vom 10. Armeeoberkommando wurde er jedoch nicht im KPQ aufgenommen.
Das Heeresgeschichtliche Museum in Wien hat lediglich eines seiner Werke im Bestand. Ursprünglich waren es drei, doch mussten zwei davon 1926 an Ungarn abgetreten werden.

## Werke (Auswahl)
- Abgeschossenes italienisches Flugzeug (Farman 5B), Bleistiftzeichnung, 18 × 27 cm (Heeresgeschichtliches Museum Wien)